# الجامعة متعددة التقنيات بقطلونية
الجامعة متعددة التقنيات بقطلونية (بالإسبانية: Universitat Politècnica de Catalunya)‏، وأيضًا يقال لها الجامعة متعددة التقنيات ببرشلونة، وترمز بالإسبانية UPC، هي أكبر جامعة هندسة في قطلونيو. ولا تُدرّس فيها الهندسة فقط بل أيضًا الرياضيات والعمارة.